# 533
533 (DXXXIII) fue un año común comenzado en sábado del calendario juliano, en vigor en aquella fecha.
En el Imperio romano, el año fue nombrado como el del consulado de Justiniano sin colega, o menos comúnmente, como el 1286 Ab urbe condita.

## Acontecimientos
- Belisario en una serie de batallas ocupa Tunicia.
- 2 de enero: es proclamado papa Juan II.

## Fallecimientos
- Fulgencio de Ruspe, obispo, santo católico y Padre de la Iglesia.
- Hilderico, rey de los vándalos y de los alanos.